# Wubeizhi
Wu Bei Zhi is een Chinees boek geschreven in 1628 door Mao Yuan-yi tijdens het late Ming tijdperk over vechtkunsten en strategieën. Ook bekend onder de Japanse naam Bubishi.
Het boek bestaat uit 32 hoofdstukken die alle verschillende aspecten behandelen van de Chinese  oorlogsvoering, krijgskunsten, navigatie en strategie.
De Wubeizhi wordt gezien als de historische link tussen de traditionele Chinese krijgskunsten en het karate van Okinawa
De Wubeizhi wordt ook aangehaald in het Koreaanse boek over krijgskunsten, Muyedobotongji, uit 1790.